# Rhaponticum canariense

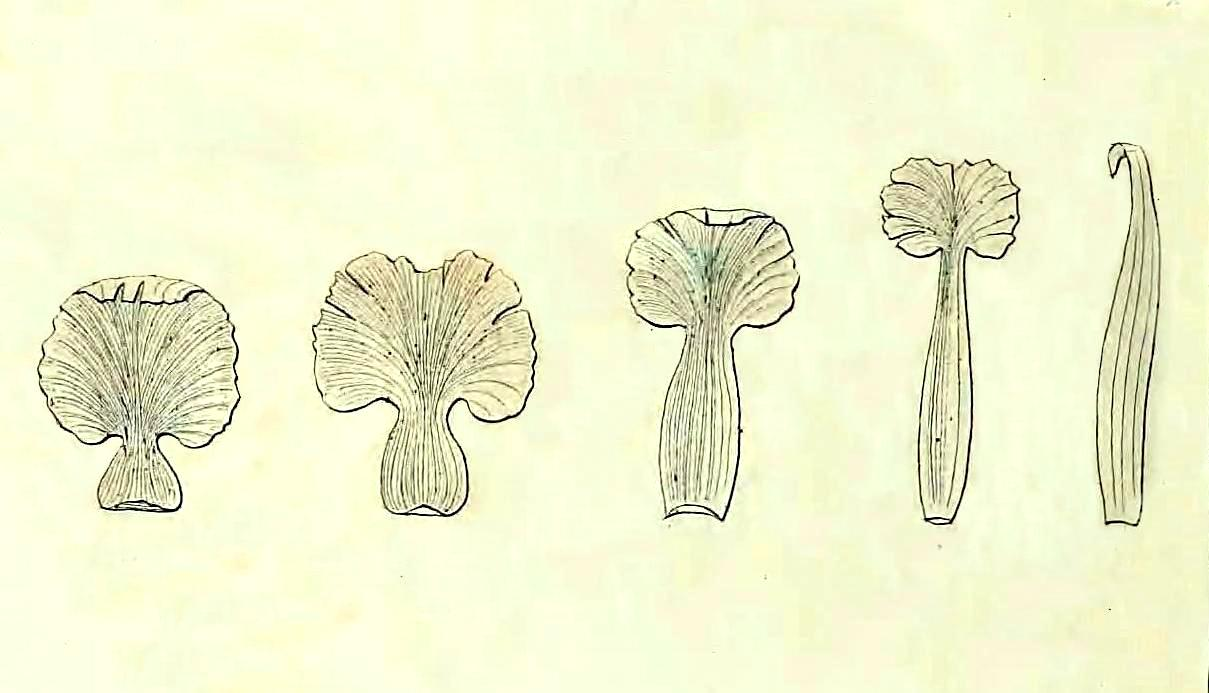
Serie de brácteas involucrales (de exterior (izda) hasta interior (dcha)) en Webb & Berthelot, Histoire Naturelle des Îles Canaries, 1846

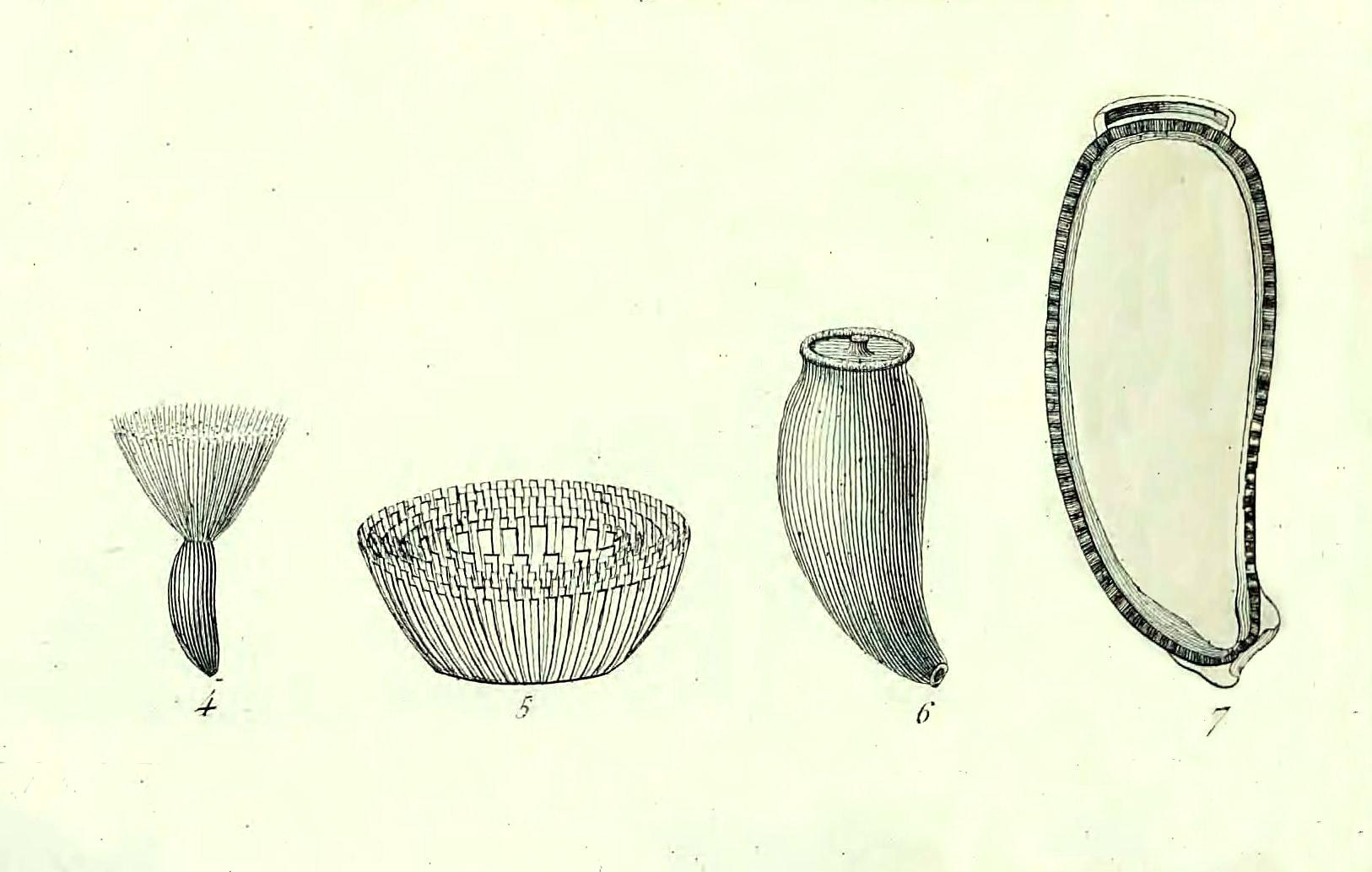
Cipselas en Webb & Berthelot, Histoire Naturelle des Îles Canaries, 1846

Rhaponticum canariense, conocido vulgarmente como cardo de plata, es una especie de planta del género Rhaponticum de la familia Asteraceae, endémica de la Isla de Tenerife (Islas Canarias, España), donde, además, está en peligro crítico de extinción.

## Descripción
Se trata de una planta herbácea perenne con porte de mata, pero sin lignificación de los tallos, de raíz rizomatosa, uni o multicaule. Dichos tallos florales, son generalmente simples y monocephalos —pero también y ocasionalmente puede estar ramificado en su parte alta y, en este caso son pluricéfalos—, erectos, rígidos, estriados, foliosos, tomentosos a subtomentosos, cilíndricos y de diámetro mediocentimétrico. Miden habitualmente unos 30-40 cm de altura, pero eventualmente pueden ser más altos. Tiene una roseta basal de hojas, marchitadas tempranamente, lanudo-tomentosas por el haz y el envés, runcinadas-pinnatifidas con el peciolo de 5-8 cm de largo, de sección triangular, algo lateralmente dilatado en su base y el limbo foliar, de unos 10 cm o más y estrechamente decurrente de ambos lados del peciolo, igualmente lanudo-tomentoso y craso, de contorno oblongo-ovalado, pinnatifido con lóbulos subopuestos digitiformes oblongos, antrorso-oblicuos, nerviados, de 2-3 cm de largo por unos 2 cm de ancho y con el lóbulo apical más grande y agudo; los márgenes, ondulados, son de enteros a irregularmente dentado-lobulado. Las demás hojas son muy similares, pero de tamaño inferior, cada vez más pequeñas hacía el ápice y las hojas terminales y/o infracapitulares, cuando las hay, son inconspicuas y/o prácticamente enteras. La inflorescencia es monocefala, raras veces bicéfala, con un capítulo de involucro globoso verticalmente comprimido en la preantesis, subgloboso, y apicalmente muy estrechado en la antesis, mientras que en las fructificación y postfructificación es cubetiforme y luego francamente abierto. Dicho involucro, glabro, de 3 cm y más de alto y casi 5 de diámetro, es compuesto de brácteas exteriores y medias, blancuzcas-beige brillantes, de contorno setiforme con una base más o menos ancha y alta ovato-oblongo-lanceolata, coriácea, estriada y con márgenes algo escariosos, mientras el apéndice es subcircular, centimétrico, escarioso, de dorso convexo, de márgenes membranosos y lacerados. Las brácteas internas tienen dicho apéndice cada vez de menor tamaño hacía el interior y las más internas carecen totalmente de él y son lanceola-lineares, discretamente estriadas, de márgenes escariosos y con ápice más o menos obtuso. Rodean un receptáculo plano, de 1,5-2 cm, cubiertos de páleas setosas de unos 1,5 cm de largo, estrechamente lineares, enteras y agudas. Los flósculos son de color rosado o morado y todos hermafroditos. Dan cipselas de contorno cilíndrico-oblongo, comprimidas, glabras, estriadas, con el hilo basal suboblicuo rodeado de un fuerte engrosamiento y la placa apical limitada por un prominente reborde agudo y denticulado, y con un nectario central persistente. Están coronadas por un denso vilano caedizo de varias filas de setas desiguales barbeladas soldadas en un anillo basal.

## Distribución y hábitat
Es una especie estrictamente endémica de la Isla de Tenerife (Islas Canarias, España), y más precisamente de las laderas del Teide donde su área de distribución se limita a unos 5km², en altitudes entre 2000 y 2500m.

## Estado de conservación
La especie se encuentra en peligro crítico de extinción, esencialmente por la acción de herbívoros, entre otros de especies introducidas como el conejo (Oryctolagus cuniculus) y el muflón (Ovis orientalis musimon), sin contar que fenómenos de parasitismo por larvas de diversos insectos que impiden una maduración adecuada. En el año 2011, se contabilizaban apenas unos 150 ejemplares y se activaron programas de recuperación. Goza de un estatus de protección y conservación a nivel local, regional, estatal e, incluso, europeo, establecido desde 1992 hasta 2011.

## Taxonomía
La especie fue creada primero por Christen Smith ex Leopold von Buch como Centaurea cynaroides y publicada en Abhandlungen der Koniglichen Akademie der Wissenschaften in Berlin, p. 369-370, 1819 y posteriormente incluida en el género Rhaponticumm por Augustin Pyrame de Candolle y publicada en Prodromus systematis naturalis regni vegetabilis, p. 664, 1838; su figuración, como Serratula canariensis y acompañada de una detallada descripción, se publicó en Histoire Naturelle des Îles Canaries de Philip Barker Webb y Sabin Berthelot, Tome troisième, Deuxième partie, Phytographia canariensis, Sectio II, p. 370-371 & Pl. 119, 1846. Ulteriormente, de 1846 hasta 1984, se trasladó a diferentes géneros (Serratula, Leuzea, Stemmacantha) y, finalmente, volvió al que de Candolle le asignó.
Etimología
- Rhaponticum: del Latín, construido a partir de los vocablos Rha, del griego Ρά, el Río Volga, y Pontīcus, -a, -um, el Ponto Euxino era, según Dioscórides, una planta de raíz negra del mar Negro y regiones limítrofes que, en el Pseudo Dioscórides, los romanos llamaron rhâ Pónticoum, y unos autores prelinneanos consideraron que ciertas especies de Rhaponticum correspondían a dicho rhâ Pónticoum romano.[21][22]
- canariense: en alusión a su procedencia, las Islas Canarias.